# Onesia santamaria
Onesia santamaria är en tvåvingeart som beskrevs av Hiromu Kurahashi 1982. Onesia santamaria ingår i släktet Onesia och familjen spyflugor. Inga underarter finns listade i Catalogue of Life.